# 에이핑크의 쇼타임
《에이핑크의 쇼타임》은 2014년 8월 7일부터 2014년 9월 25일까지 MBC every1에서 방송된 리얼 버라이어티 프로그램이다.

## 소개
- 에이핑크에 대한 시청자들의 궁금증을 바탕으로 만들어가는 프로그램

## 출연
- 박초롱
- 윤보미
- 정은지
- 손나은
- 김남주
- 오하영

## 방영 목록
| 회차  | 방송일          | 부제                 |
| ----- | --------------- | -------------------- |
| 제1회 | 2014년 8월 7일  | 혹독한 신고식        |
| 제2회 | 2014년 8월 14일 | 화끈한 여름 이야기   |
| 제3회 | 2014년 8월 21일 | 일본으로 간 요정돌   |
| 제4회 | 2014년 8월 28일 | 동생바보 종결자 탄생 |
| 제5회 | 2014년 9월 4일  | 에이핑크의 럭키데이  |
| 제6회 | 2014년 9월 11일 | 첫 기차여행          |
| 제7회 | 2014년 9월 18일 | 에이핑크의 A to Z    |
| 제8회 | 2014년 9월 25일 | Good bye 에이핑크    |

## 시리즈
1. EXO의 쇼타임
2. 쇼타임 - 버닝 더 비스트
3. 에이핑크의 쇼타임
4. 씨스타의 쇼타임
5. EXID의 쇼타임
6. 인피니트의 쇼타임
7. 마마무X여자친구의 쇼타임